# Spicher Hohlstein

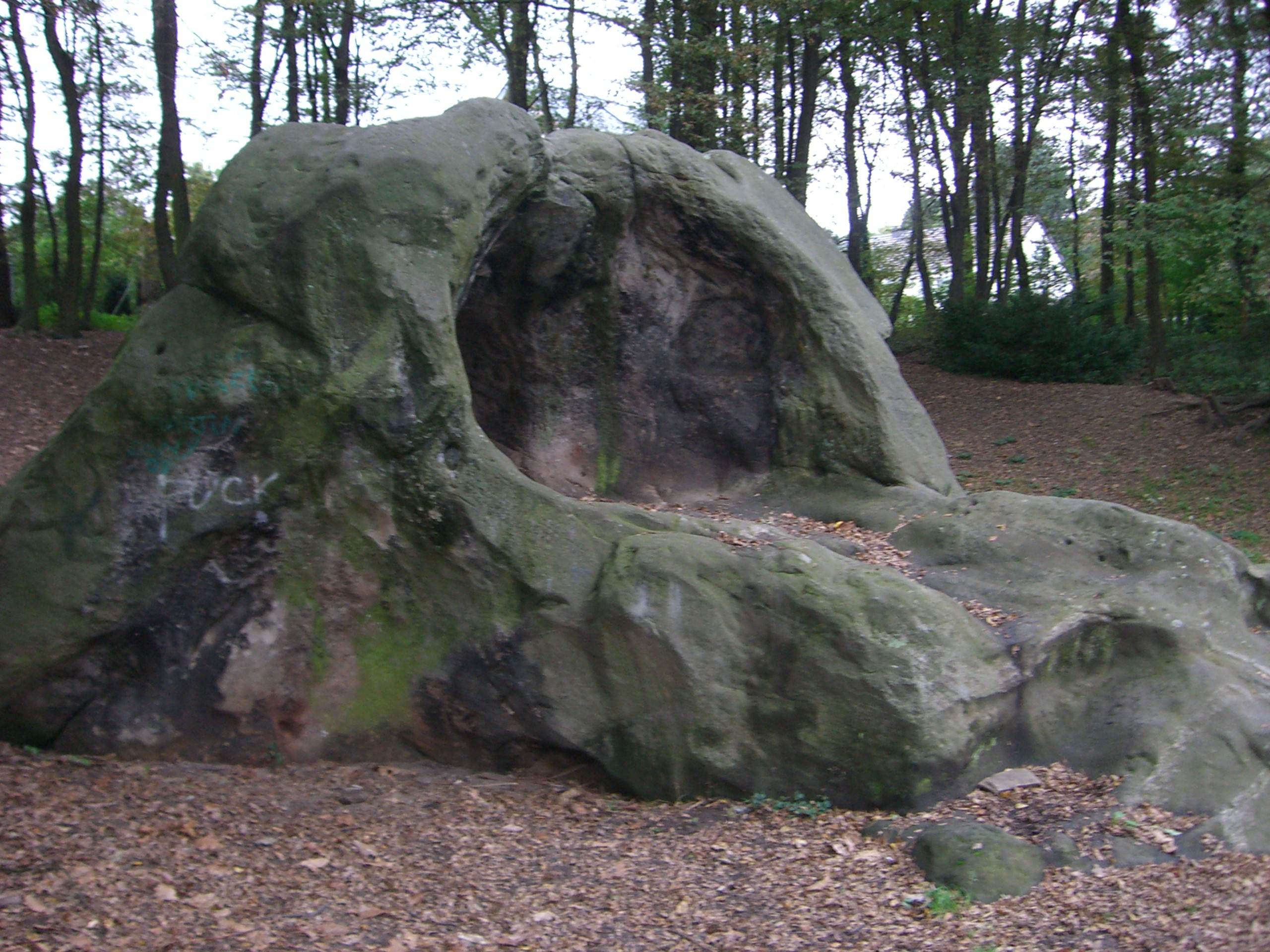
Spicher Hohlstein (2007)

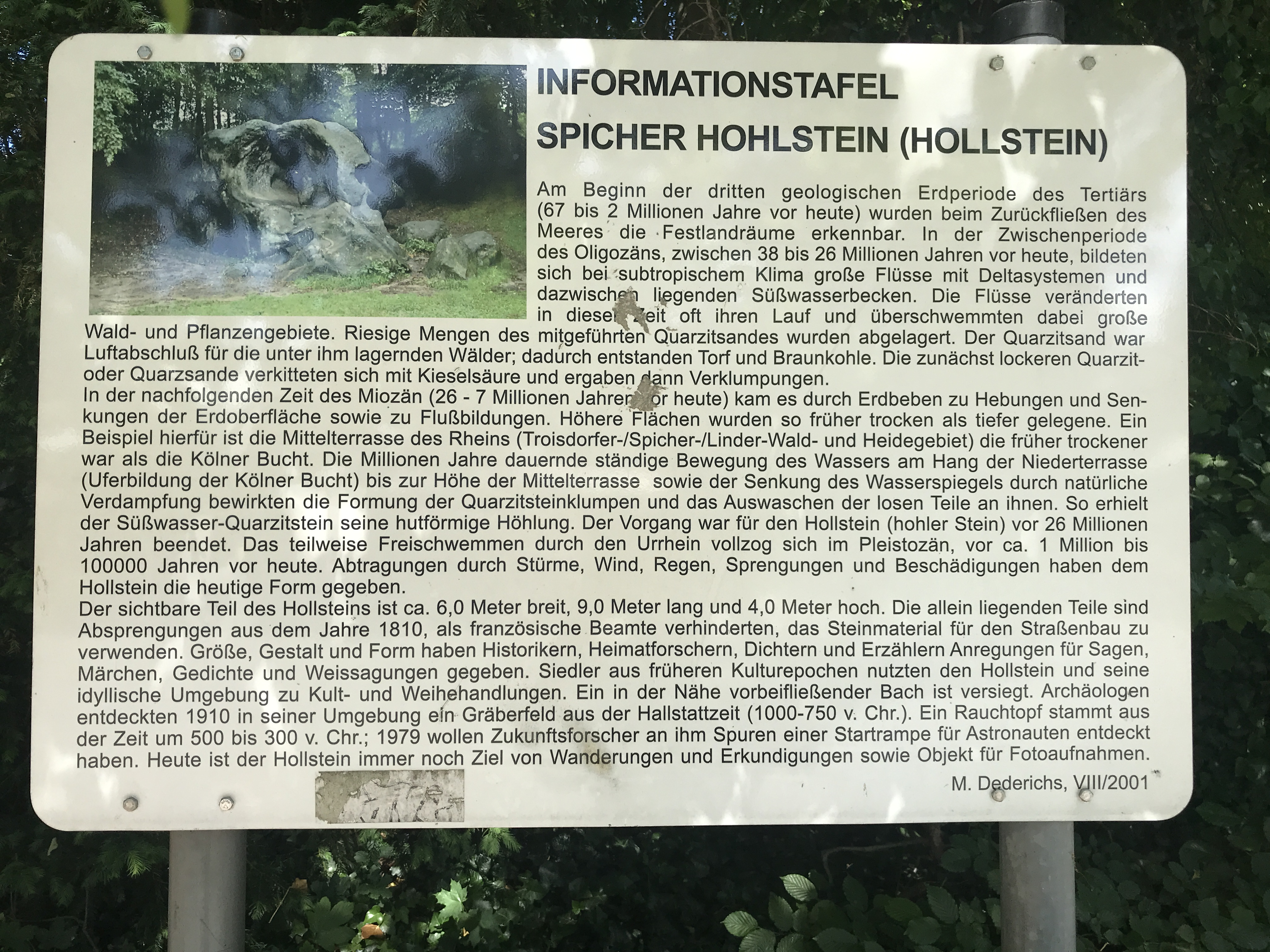
Quarzitblock Spicher Hohlstein, die renovierte Hinweistafel vor Ort (2020)

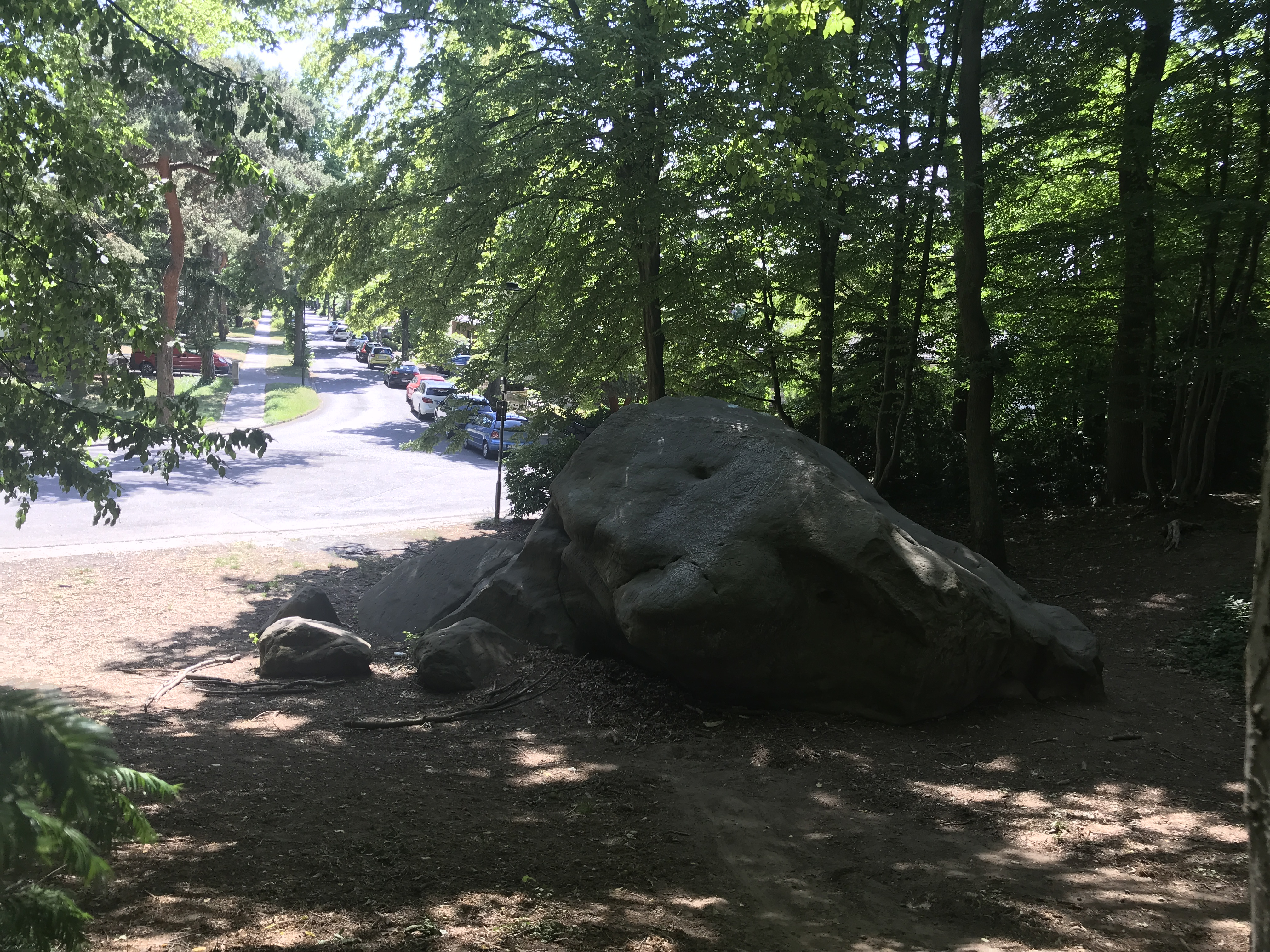
Rückseite mit Blick auf die Hohlsteinstraße, 2020.

Der Spicher Hohlstein (Hollsteen) ist ein Quarzitstein im Gebiet des Stadtteils Spich der Stadt Troisdorf in Nordrhein-Westfalen. Der Stein gehört zu den Naturdenkmalen im Rhein-Sieg-Kreis.

## Allgemeines
Der oberirdisch liegende Teil des Steins ist ca. 9 m lang, 6 m breit und 4 m hoch, mit daneben liegenden Absprengungen. Der Stein ist zum Großteil hohl.
Die heutige Form des Steines geht auf Sprengversuche aus der französischen Besatzungszeit im Jahr 1810 zurück. Außerdem gibt es zahlreiche Einritzungen und auch aus der jüngeren Vergangenheit einige Beschädigungen. Der Stein ist seit langer Zeit ein Objekt wissenschaftlicher Untersuchungen von Archäologen, Geologen, Historikern und Heimatforschern, aufgrund seiner Größe und Gestalt. Einige Zukunftsforscher sahen im Jahr 1979 in der Form des Steines sogar eine Startrampe für Astronauten. Märchenforscher und Erzähler berichten über verschiedene Sagen, Gedichte und Legenden zu dem Stein.
Eine in der Nähe stehende Hinweistafel informiert über das Naturdenkmal. Weitere große Quarzitblöcke liegen vor dem Spicher Haus Broich und im Bereich der Eremitage am Ravensberg.